# Potencial d'acció

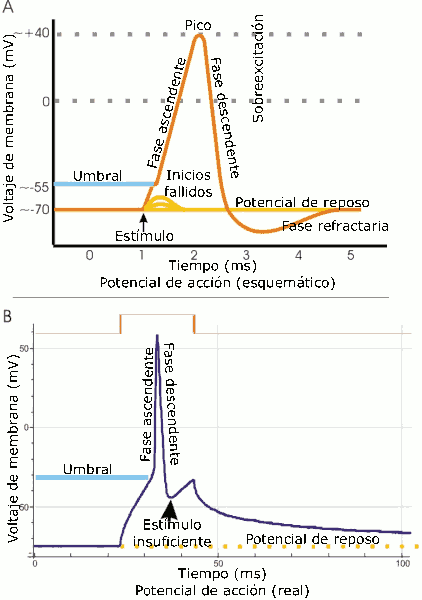
A. Vista esquemàtica d'un potencial d'acció ideal, mostrant les seves diferents fases. B. Registre real d'un potencial d'acció, normalment deformat, comparat amb l'esquema a causa de les tècniques electrofisiològiques utilitzades en el mesurament.

Un potencial d'acció o impuls elèctric és una ona de descàrrega elèctrica que viatja al llarg de la membrana de la cèl·lula. Els potencials d'acció s'utilitzen en el cos per a portar informació entre uns teixits i altres, el que fa que siguin una característica microscòpica essencial per a la vida dels animals. Poden generar-se per diversos tipus de cèl·lules corporals, però les més actives en el seu ús són les cèl·lules del sistema nerviós per a enviar missatges entre cèl·lules nervioses o des de cèl·lules nervioses a altres teixits corporals, com el múscul o les glàndules.
Moltes plantes també generen potencials d'acció que viatgen a través del floema per a coordinar la seva activitat. La principal diferència entre els potencials d'acció d'animals i plantes és que les plantes utilitzen fluxos de potassi i calci mentre que els animals utilitzen potassi i sodi.
Els potencials d'acció són la via fonamental de transmissió de codis neurals. Les seves propietats poden frenar la grandària de cossos en desenvolupament i permetre el control i coordinació centralitzats d'òrgans i teixits.

## Consideracions generals
Sempre hi ha una diferència de potencial o potencial de membrana entre la part interna i externa de la cèl·lula (en general de -70 mV). La càrrega d'una cèl·lula inactiva es manté en valors negatius (l'interior respecte a l'exterior) i varia dintre d'uns estrets marges. Quan el potencial de membrana d'una cèl·lula excitable es despolaritza més enllà d'un cert llindar (de 65mV a 55mV app) la cèl·lula genera (o dispara) un potencial d'acció.
| Concentracions iòniques reremembrana d'una cèl·lula d'un mamífer | Concentracions iòniques reremembrana d'una cèl·lula d'un mamífer | Concentracions iòniques reremembrana d'una cèl·lula d'un mamífer | Concentracions iòniques reremembrana d'una cèl·lula d'un mamífer |
| ---------------------------------------------------------------- | ---------------------------------------------------------------- | ---------------------------------------------------------------- | ---------------------------------------------------------------- |
| Tipus                                                            | Ió                                                               | Concentració externa (mM)                                        | Concentració interna (mM)                                        |
| Catiònica                                                        | Sodi (Na+)                                                       | 145                                                              | 5-15                                                             |
| Catiònica                                                        | Potassi (K+)                                                     | 5                                                                | 140                                                              |
| Catiònica                                                        | Magnesi (Mg2+)                                                   | 1-2                                                              | 0,5                                                              |
| Catiònica                                                        | Calci (Ca2+)                                                     | 1-2                                                              | 0,0001                                                           |
| Catiònica                                                        | Hidrògen (H+)                                                    | 0,00004                                                          | 0,00007                                                          |
| Anionica                                                         | Clor (Cl-)                                                       | 110                                                              | 5-15                                                             |

Molt bàsicament, un potencial d'acció és un canvi molt ràpid en la polaritat de la membrana de negatiu a positiu i volta a negatiu, en un cicle que dura uns mil·lisegons. Cada cicle comprèn una fase ascendent, una fase descendent i finalment una fase hiperpolarizada. En les cèl·lules especialitzades del cor, com les cèl·lules del marcapàs coronari, la fase altiplà de voltatge intermedi pot aparèixer abans de la fase descendent.
Els potencials d'acció s'amiden amb tècniques de registre d'electrofisiologia (i més recentment, amb neuroxips d'EOSFET). Un oscil·loscopi que registra el potencial de membrana d'un punt concret d'un axó mostra cada etapa del potencial d'acció, ascendent, descendent i refractària, a mesura que l'ona passa. Aquestes fases juntes formen un arc sinusoidal deformat. La seva amplitud depèn d'on ha arribat al potencial d'acció a l'instant de mesura i el temps transcorregut.
El potencial d'acció no es manté en un punt de la membrana plasmàtica, sinó que viatja al llarg de la membrana. Pot desplaçar-se al llarg d'un axó a molta distància, per exemple transportant senyals des del cervell fins a l'extrem de la medul·la espinal. En animals grossos com les girafes o les balenes la distància pot ser de diversos metres.
La velocitat i simplicitat dels potencials d'acció varia segons el tipus cel·lular i fins i tot entre cèl·lules del mateix tipus. Així i tot, els canvis de voltatge tendeixen a tenir la mateixa amplitud entre elles. En una mateixa cèl·lula, diversos potencials d'acció consecutius són pràcticament indistingibles.

## Mecanisme subjacent

La membrana cel·lular hidròfoba impedeix que les molècules carregades difonguin a través d'ella, mantenint una diferència de potencial.

### Potencial de membrana en repòs
Quan la cèl·lula no està estimulada per corrents despolaritzants supraumbrals, es diu que es troba en un potencial de membrana en repòs. La membrana cel·lular està composta majoritàriament per una bicapa de fosfolípids altament hidrofòbica, que impedeix el pas lliure de partícules carregades com els ions. Per la qual cosa aquesta bicapa de fosfolípids es comporta com un capacitor, separant càrregues (donades pels ions en dissolució) a una distància d'aproximadament 4 nm. Això permet el manteniment del potencial de membrana al llarg del temps. La generació d'aquest potencial de membrana està donat pel transport electrogènic de bombes, com la bomba sodi-potassi i la bomba de calci. Aquestes proteïnes usen l'energia d'hidròlisi d'ATP per a transportar ions en contra del seu gradient electroquímic i així generar els gradients de concentracions iòniques que defineixen el potencial de membrana.

### Fases del potencial d'acció
Les variacions potencial de membrana durant el potencial d'acció són resultat de canvis en la permeabilitat de la membrana cel·lular a ions específics (en concret, sodi i potassi) i, per tant, canvis en les concentracions iòniques en els compartiments intracel·lular i extracelular. Aquestes relacions estan matemàticament definides per l'equació de Goldman, Hodgkin i Katz (GHK).
{\displaystyle E_{m,K_{x}Na_{1-x}Cl}={\frac {RT}{F}}\ln {\left({\frac {P_{Na^{+}}[Na^{+}]_{\mathrm {out} }+P_{K^{+}}[K^{+}]_{\mathrm {out} }+P_{Cl^{-}}[Cl^{-}]_{\mathrm {in} }}{P_{Na^{+}}[Na^{+}]_{\mathrm {in} }+P_{K^{+}}[K^{+}]_{\mathrm {in} }+P_{Cl^{-}}[Cl^{-}]_{\mathrm {out} }}}\right)}}
Els canvis en la permeabilitat de la membrana i l'establiment i cessament de corrents iòniques durant el potencial d'acció reflecteix l'obertura i tancament dels canals iònics que formen zones de passada a través de membrana per als ions. Les proteïnes que regulen el pas d'ions a través de la membrana responen als canvis de potencial de membrana.
En un model simplificat del potencial d'acció, el potencial de repòs per una banda de la membrana es manté amb el canal de potassi. La fase ascendent o de despolarització del potencial d'acció s'inicia quan el canal de sodi depenent de potencial s'obre, fent que la permeabilitat del sodi superi àmpliament a la del potassi. El potencial de membrana va cap a ENa. En algunes cèl·lules, com les cèl·lules del marcapassos coronari, la fase ascendent es genera per concentració de calci més que de potassi.
Després d'un curt interval, el canal de potassi depenent de voltatge (alentit) s'obre, i el canal de sodi s'inactiva. Com a conseqüència, el potencial de membrana torna a l'estat de repòs, mostrat en el potencial d'acció com una fase descendent.
A causa del fet que hi ha més canals de potassi oberts que canals de sodi (els canals de potassi de membrana i canals de potassi dependents de voltatge estan oberts, i el canal de sodi està tancat), la permeabilitat al potassi és ara molt major que abans de l'inici de la fase ascendent, quan només els canals de potassi de membrana estaven oberts. El potencial de membrana s'acosta a EK més del que estava en repòs, fent que el potencial estigui en fase refractària. El canal de potassi alentit dependent de voltatge es tanca a causa de l'hiperpolarització, i la cèl·lula torna al seu potencial de repòs.
Les fases ascendent i descendent del potencial d'acció es denominen de vegades despolarització i hiperpolarització respectivament. Tècnicament, la despolarització és qualsevol canvi en el potencial de membrana que dugui la diferència de potencial a zero. Igualment, la hiperpolarització és qualsevol canvi de potencial que s'allunyi de zero. Durant la fase ascendent, el potencial de membrana primer s'aproxima a zero, i després es fa més positiu; així, la fase ascendent inclou tant despolarització com hiperpolarització. Encara que és tècnicament incorrecte denominar les fases ascendent i descendent com despolarització i hiperpolarització, és comú veure-ho entre professors, físics i llibres de neurociència.

## Llindar i iniciació

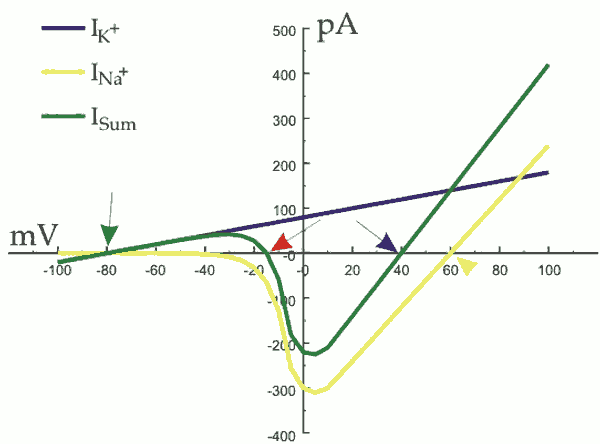
Gràfica de corrents (flux iònic) enfront de voltatge (potencial de membrana), il·lustrant el llindar (fletxa vermella) del potencial d'acció d'una cèl·lula ideal.

Els potencials d'acció es desencadenen quan una despolarització inicial arriba a un llindar. Aquest potencial llindar varia, però normalment està entorn de -55 a 30 mil·livolts sobre el potencial de repòs de la cèl·lula, el que implica que el corrent d'entrada d'ions sodi supera el corrent de sortida d'ions potassi. El flux net de càrrega positiva que acompanya els ions sodi despolaritza el potencial de membrana, desembocant en una obertura dels canals de sodi dependents de voltatge. Aquests canals aporten un flux major de corrents iònics cap a l'interior, augmentant la despolarització en una retroalimentació positiva que fa que la membrana arribi a nivells de despolarització elevats.
El llindar del potencial d'acció pot variar canviant l'equilibri entre els corrents de sodi i potassi. Per exemple, si alguns dels canals de sodi estan inactius, determinat nivell de despolarització obrirà menys canals de sodi, i augmenta així el llindar de despolarització necessari per a iniciar el potencial d'acció. Aquesta és el principi del funcionament del període refractari.
Els potencials d'acció són molt dependents dels equilibris entre ions sodi i potassi (encara que hi ha altres ions que contribuïxen minoritàriament als potencials, com calci i clor), i per això els models es fan utilitzant només dos canals iònics transmembrana: un canal de sodi depenent de voltatge i un canal de potassi passiu. L'origen del llindar del potencial d'acció pot visualitzar-se en la corba I/V (imatge) que representa els corrents iònics a través dels canals enfront del potencial de membrana. (La corba I/V representada en la imatge és una relació instantània entre corrents. Es mostra el pic de corrents a determinat voltatge, registrat abans que ocorri cap inactivació (1 ms després d'arribar a aquest voltatge per al sodi). També és important apuntar que la majoria de voltatges positius de la gràfica només poden aconseguir-se per mitjans artificials, mitjançant l'aplicació d'elèctrodes a les membranes).
Destaquen quatre punts en la corba I/V indicats per les fletxes de la figura:
1. La fletxa verda indica el potencial de repòs de la cèl·lula i el valor del potencial d'equilibri per al potassi (Ek). Pel fet que el canal K+ és l'únic obert amb aquests valors de voltatge negatius, la cèl·lula es mantindrà en Ek. Apareixerà un potencial de repòs estable amb qualsevol voltatge que el sumatori I/V (línia verda) creuï el punt de corrent nul (eix x) amb un pendent positiu, com fa en la fletxa verda. Això és a causa del fet que qualsevol pertorbació del potencial de membrana cap a valors negatius significarà corrents nets d'entrada que despolaritzaran la cèl·lula més enllà del punt d'encreuament, mentre que qualsevol pertorbació cap a valors positius significarà corrents nets de sortida que hiperpolaritzaran la cèl·lula. Així, qualsevol canvi del potencial de membrana de pendent positiu tendeix a retornar a la cèl·lula al valor d'encreuament amb l'eix.
2. La fletxa groga indica l'equilibri del potencial Na+ (ENa). En aquest sistema de dos ions, l'ENa és el límit natural del potencial de membrana del que la cèl·lula no pot passar. Els valors de corrents en el gràfic que excedeixen aquest límit s'han amidat de forma artificial obligant a la cèl·lula a sobrepassar-lo. Així i tot, l'ENa només podria arribar-se si el corrent de potassi no existís.
3. La fletxa blava indica el voltatge màxim que pot arribar al bec del potencial d'acció. És el potencial de membrana màxim que la cèl·lula en estat natural pot arribar, i no pot arribar a l'ENa a causa de l'acció contrària dels fluxos de potassi.
4. La fletxa vermella indica el llindar del potencial d'acció. És el punt on l'Isum es canvia a un flux net cap a l'interior. Destaca que en aquest punt es travessa el punt de flux net zero, però amb pendent negatiu. Qualsevol "punt de tall amb pendent negatiu" del nivell de flux zero en el gràfic I/V és un punt inestable. Si el voltatge en aquest punt és negatiu, el flux va cap a l'exterior i la cèl·lula tendeix a tornar al potencial de repòs. Si el voltatge és positiu, el flux va cap a l'interior i tendeix a despolaritzar la cèl·lula. Aquesta despolarització implica major flux cap a l'interior, fent que els fluxos de sodi es realimenten. El punt en el qual la línia verda arriba al valor més negatiu és quan tots els canals de sodi estan oberts. La despolarització més enllà d'aquest punt baixa els corrents de sodi, ja que la força elèctrica disminueix a mesura que el potencial de membrana s'acosta a ENa.

El llindar del potencial d'acció es confon de vegades amb el llindar de l'obertura de canals de sodi. És una incorrecció, ja que els canals de sodi manquen de llindar. Per contra, s'obren en resposta a la despolarització aleatòriament. La despolarització no implica tant l'obertura dels canals com l'increment de la probabilitat que s'obrin. Fins i tot en potencials de hiperpolarització, un canal de sodi pot obrir-se esporàdicament. A més, el llindar del potencial d'acció no és el voltatge a la qual el flux d'ions de sodi es fa important; és el punt que excedeix el flux de potassi.
Biològicament, en les neurones la despolarització s'origina en les sinapsis dendrítiques. En principi, els potencials d'acció podrien generar-se en qualsevol punt al llarg de la fibra nerviosa. Quan Luigi Galvani va descobrir l'electricitat animal fent que la pota d'una granota morta tornés a la vida tocant el nervi ciàtic amb un escalpel, aplicant-li sense adonar-se una càrrega electroestàtica negativa i iniciant un potencial d'acció.

## Model del circuit

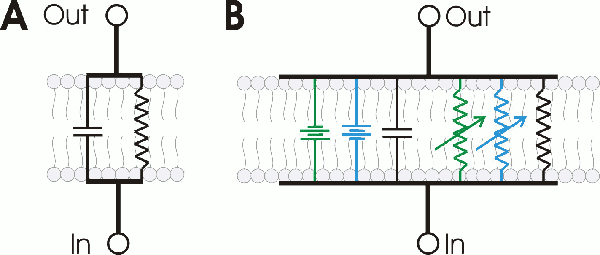
A. Un circuit bàsic RC (resistència/condensador) superposat sobre una membrana bicapa, mostra la relació entre ambdós. B. Es poden utilitzar circuits més elaborats per a representar models de membranes amb canals iònics, com aquest exemple amb canals de sodi (blau) i potassi (verd).

Les membranes cel·lulars amb canals iònics poden representar-se amb un model de circuit RC per a entendre millor la propagació de potencials d'acció en membranes biològiques. En aquests circuits, la resistència representa els canals iònics de membrana, mentre que el condensador representa l'aïllament de la membrana lipídica. Els potenciòmetres indiquen els canals iònics regulats per voltatge, ja que el seu valor canvia amb el voltatge. Una resistència de valor fix representa els canals de potassi que mantenen el potencial de repòs. Els gradients de sodi i potassi s'indiquen en el model com fonts de voltatge (pila).

## Propagació
En els axons amielínics, els potencials d'acció es propaguen com una interacció passiva entre la despolarizatción que es desplaça per la membrana i els canals de sodi regulats per voltatge.

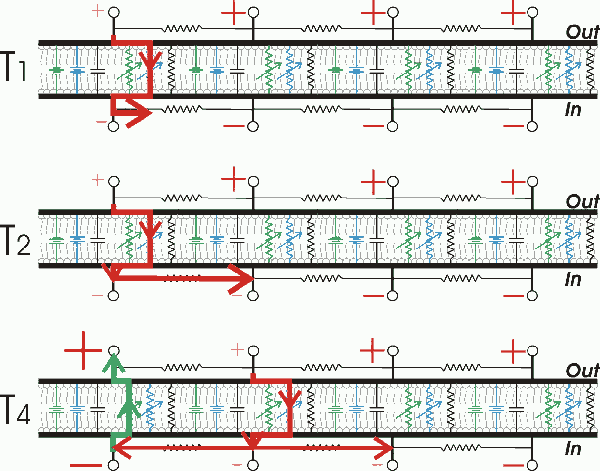
Els potencials d'acció de membrana poden representar-se unint diversos circuits RC, cadascun representant un tros de membrana.

Quan una part de la membrana cel·lular es despolaritza prou perquè s'obrin els canals de sodi dependents de voltatge, els ions de sodi entren en la cèl·lula per difusió facilitada. Una vegada dins, els ions positius de sodi impulsen els ions pròxims al llarg de l'axó per repulsió electroestàtica, i atreuen els ions negatius des de la membrana adjacent. Com a resultat, un corrent positiu es desplaça al llarg de l'axó, sense que cap ió s'estigui desplaçant molt ràpidament. Una vegada que la membrana adjacent està suficientment despolaritzada, els seus canals de sodi dependents de voltatge s'obren, realimentant el cicle. El procés es repeteix al llarg de l'axó, generant-se un nou potencial d'acció en cada segment de la membrana.

### Velocitat de propagació
Els potencials d'acció es propaguen més de pressa en axons de major diàmetre, si els altres paràmetres es mantenen. La principal raó perquè ocorri és que la resistència axial de la llum de l'axó és menor com més gran sigui el diàmetre, a causa de la relació més gran entre superfície total i superfície de membrana en un tall transversal. Com la superfície de la membrana és l'obstacle principal per a la propagació del potencial en axons amielínics, l'increment d'aquesta taxa és una forma especialment efectiva d'incrementar la velocitat de la transmissió.
Un exemple extrem d'un animal que utilitza l'augment de diàmetre d'axó com regulador de la velocitat de propagació del potencial de membrana és el calamar gegant. L'axó del calamar gegant controla la contracció muscular associada amb la resposta d'evasió de depredadors de l'animal. Aquest axó pot sobrepassar 1 mm de diàmetre, i possiblement és una adaptació per a permetre una activació molt ràpida del mecanisme d'escapament. La velocitat dels impulsos nerviosos en aquestes fibres és una de les més ràpides de la naturalesa, per als quals posseeixen neurones amielíniques.

### Conducció saltatòria
En axons mielínics, la conducció saltatòria és el procés pel qual els potencials d'acció semblen saltar al llarg de l'axó, sent regenerats només en uns anells no aïllats (els nòduls de Ranvier). La conducció saltatòria incrementa la velocitat de conducció nerviosa sense haver d'incrementar significativament el diàmetre de l'axó. Ha ocupat un paper important en l'evolució d'organismes més complexos els sistemes nerviosos dels quals necessiten transmetre ràpidament potencials d'acció a llargues distàncies. Sense conducció saltatòria, la velocitat de conducció requeriria increments dràstics en el diàmetre de l'axó, de tal manera que podrien resultar en la formació de sistemes nerviosos excessivament grans per als cossos que han d'allotjar-los.

#### Mecanisme detallat
El principal obstacle per a la velocitat de transmissió en axons amielínics és la capacitància de la membrana. La capacitat d'un condensador pot disminuir-se reduint l'àrea d'un tall transversal de les seves plaques, o incrementant la distància entre les plaques. El sistema nerviós utilitza la mielinització per a reduir la capacitància de la membrana. La mielina és una beina protectora creada al voltant dels axons per les cèl·lules de Schwann i els oligodendròcits, cèl·lules de la neuroglia que aixafen els seus citoplasmes formant làmines de membrana i plasma. Aquestes làmines s'atropellen en l'axó, allunyant les plaques conductores (el plasma intra i extracelular) entre si, disminuint la capacitància de la membrana.
L'aïllament resultant redunda en un conducció ràpida (pràcticament instantània) dels ions a través de les seccions mielinitzades de l'axó, però impedeix la generació de potencials d'acció en aquests segments. Els potencials d'acció només es tornen a produir en els nòduls de Ranvier desmielinitzats, que se situen entre els segments mielinitzats. En aquests anells hi ha un gran nombre de canals de sodi dependents de voltatge (fins a quatre ordres de magnitud superior a la densitat d'axons amielínics), que permeten que els potencials d'acció es regenerin de forma eficaç en ells.
A causa de la mielinització, els segments aïllats de l'axó actuen com un cable passiu: conduïxen els potencials d'acció ràpidament perquè la capacitància de la membrana és molt baixa, i minimitzen la degradació dels potencials d'acció perquè la resistència de la membrana és alta. Quan aquest senyal que es propaga de forma passiva arriba a un nòdul de Ranvier, inicia un potencial d'acció que viatja de nou de forma passiva fins que arriba al següent node, repetint el cicle.

#### Minimització de danys
La longitud dels segments mielitnizats d'un axó és important per a la conducció saltatòria. Han de ser tan llargs com sigui possible per a optimitzar la distància de la conducció passiva, però no prou perquè la disminució en la intensitat del senyal sigui tanta que no arribi al llindar de sensibilitat en el següent nòdul de Ranvier. En realitat, els segments mielinitzats són prou llargs perquè el senyal que es propaga passivament recorri almenys dos segments mantenint una amplitud de senyal suficient per a iniciar un potencial d'acció en el segon o tercer node. Així s'eleva el factor de seguretat de la conducció saltatòria, permetent que la transmissió traspassi nodes en cas que estiguin danyats.

#### Malaltia
Algunes malalties afecten la conducció saltatòria i disminuïxen la velocitat de desplaçament d'un potencial d'acció. La més coneguda de totes aquestes malalties és l'esclerosi múltiple, en què els danys en la mielina impossibiliten el moviment coordinat.

## Període refractari
Es defineix com el moment en el qual la cèl·lula excitable no respon davant un estímul i, per tant, no genera un nou potencial d'acció. Es divideix en dues: Període Refractari Absolut (o Efectiu) i Període Refractari Relatiu.
El Període Refractari Absolut és aquell en el qual els canals de sodi sensibles a voltatge es troben "inactivats", pel que es deixa el transport de sodi.
En canvi el Període Refractari Relatiu es dona en alguna part de la Fase de Repolarització, on els canals de sodi a poc a poc comencen a tancar-se per a així començar a obrir-se i transportar novament sodi, pel que en afegir un estímul excitatori molt intens es pot provocar que els canals que es troben tancats en aquest moment s'obrin i generin un nou potencial d'acció. El Període Refractari Relatiu acaba després de la fase d'hiperpolarització (o Postpotencial) on tots els canals de sodi sensibles a voltatge estan tancats i disponibles per a un nou estímul.
El període refractari varia de cèl·lula a cèl·lula, i és una de les característiques que permeten dir si una cèl·lula és més o menys excitable que una altra. En altres casos com el múscul cardíac, el seu ampli Període Refractari li permet la increïble capacitat de no tetanitzar-se.

## Propòsit evolutiu
Pel que fa a les causes per les quals la naturalesa ha desenvolupat aquesta forma de comunicació, això es respon en considerar la transmissió d'informació a gran distància a través d'un axó nerviós. Per a dur la informació d'un extrem a altre de l'axó, la naturalesa ha d'enfrontar-se a lleis físiques com les que condicionen el moviment de senyals elèctrics en un cable. A causa de la resistència elèctrica i a la capacitància del cable, els senyals tendeixen a degradar-se al llarg del cable. Aquestes propietats denominades propietats del cable determinen els límits físics als quals poden arribar els senyals.
El correcte funcionament del cos necessita que els senyals arribin d'un extrem a altre de l'axó sense pèrdues en el camí. Un potencial d'acció no només es propaga al llarg de l'axó, sinó que es regenera pel potencial de membrana i corrents iònics en cada estrenyiment de la membrana en el seu camí. En altres paraules, la membrana nerviosa regenera el potencial de membrana en tota la seva amplitud a mesura que el senyal recorre l'axó, superant els límits que imposa la teoria de línies de transmissió.